# Allan Johansen
Allan Johansen (Silkeborg, 14 luglio 1971) è un ex ciclista su strada e dirigente sportivo danese. Professionista dal 1998 al 2009, fu campione nazionale in linea nel 2006.

## Palmarès
- 1999 (Chicky World, quattro vittorie)

Rund um Düren
Colliers Classic
1ª tappa Sachsen-Tour International (Stollberg > Oberwiesenthal)
1ª tappa Hessen-Rundfahrt (Stollberg > Oberwiesenthal)
- 2002 (EDS-Fakta, due vittorie)

5ª tappa Rheinland-Pfalz-Rundfahrt (Zweibrücken > Saarburg)
Parigi-Bourges
- 2004 (Bankgiroloterij, due vittorie)

Hel van het Mergelland
Grote Prijs Jef Scherens
- 2005 (Team CSC, una vittoria)

4ª tappa Sachsen-Tour International (Görlitz > Sebnitz)
- 2006 (Team CSC, tre vittorie)

Grand Prix Herning
1ª tappa Tour de Luxembourg (Lussemburgo > Mondorf-les-Bains)
Campionati danesi, Prova in linea Elite
- 2009 (Team Designa Køkken, due vittorie)

4ª tappa Rhône-Alpes Isère Tour (Saint-Maurice-l'Exil > Charvieu-Chavagneux)
4ª tappa Ronde de l'Oise (Catenoy > Nogent-sur-Oise)

### Altri successi
- 1999 (Chicky World)

6ª tappa Tour de Normandie (Vire, cronosquadre)
Criterium di Kalundborg
- 2000 (Memory Card-Jack & Jones)

Criterium di Sønderborg
- 2003 (Team Fakta)

Post Cup Horsens
- 2006 (Team CSC)

Grand Prix Jyske Bank
- 2008 (Team Designa Køkken)

Grand Prix Copenhagen-Odsherred Classic
Criterium di Hadsten
- 2009 (Team Designa Køkken)

Classifica sprint Post Danmark Rundt

## Piazzamenti

### Grandi Giri
- Tour de France

2000: 119º
- Vuelta a España

2005: 124º

### Classiche monumento
- Milano-Sanremo

2000: 137º
2005: ritirato
2006: 127º
- Giro delle Fiandre

2000: ritirato
2005: 15º
2006: 34º
2007: 112º
2008: 10º
- Parigi-Roubaix

2000: ritirato
2004: 62º
2005: 35º
2006: 31º
2007: ritirato
2008: 33º

### Competizioni mondiali
- Campionati del mondo

Valkenburg 1998 - In linea Elite: ritirato
Verona 1999 - In linea Elite: ritirato
Plouay 2000 - In linea Elite: ritirato
Zolder 2002 - In linea Elite: 72º
Verona 2004 - In linea Elite: ritirato
Salisburgo 2006 - In linea Elite: 125º